# John Anderson (officier)
Pour les articles homonymes, voir John Anderson.
John D'Arcy Anderson (23 septembre 1908 - 16 avril 1988) est un officier de l'armée britannique qui a atteint de hautes fonctions dans les années 1960.

## Jeunesse
John D'Arcy Anderson est né le 23 septembre 1908 à Downpatrick, en Irlande, fils unique de Reginald D'Arcy Anderson. Il fait ses études au Winchester College et au New College d'Oxford.

## Carrière militaire
Anderson est Officier dans le 5e Royal Inniskilling Dragoon Guards en 1929. Il sert pendant la Seconde Guerre mondiale en France, au Moyen-Orient et en Italie.
Après la guerre, Anderson est nommé officier général commandant la 11e division blindée en Allemagne en 1955, puis chef d'état-major au quartier général du groupe d'armées du Nord et de l'armée britannique du Rhin en 1956. Il devient directeur du Royal Armored Corps en 1958 et directeur général de la formation militaire au War Office en 1959.
Anderson est nommé sous-chef d'état-major impérial en 1961 et secrétaire militaire en 1963. Enfin, il devient commandant de l'Imperial Defence College en 1966 ; il prend sa retraite en 1968. Il est nommé Chevalier Commandeur de l'Ordre du Bain lors des honneurs du Nouvel An de 1961.
Anderson est également le premier colonel commandant du Régiment de Défense de l'Ulster de 1969 à 1979. À ce titre, il escorte la reine lors de sa visite du jubilé d'argent en Irlande du Nord en 1977. Un centre d'opérations spécialement conçu pour l'UDR est construit à la base militaire de Ballykinler et nommé en l'honneur du général qui est connu comme le père de l'UDR.
De 1962 à 1967, Anderson est colonel du 5th Royal Inniskilling Dragoon Guards.
Anderson est nommé haut shérif du comté de Down en 1974.

## Distinctions
- Ordre du Service distingué
- Ordre du Bain

## Vie de famille
Anderson épouse Elizabeth Antoinette Merrifield Walker. Ils n'ont pas d'enfant.